# Triljard
Een triljard is gelijk aan 1.000.000.000.000.000.000.000, duizendmaal triljoen of 1021. Het SI-voorvoegsel is zetta (Z).
In het Amerikaans Engels wordt een triljard aangeduid als sextillion (1000 × 10006).
De ontbinding van 1 triljard in priemfactoren is: 221 × 521

## Astronomie
- de massa van de planeet Mars is bij benadering 642 triljard kg.
- de massa van de planeet Mercurius is bij benadering 330 triljard kg.
- de Aarde heeft een massa van circa 5972 triljard kg.
- de dwergplaneet Pluto heeft een massa van ongeveer 13 triljard kg.
- de massa van de maan is 74 triljard kg.
- er zijn naar schatting zo'n 300 triljard sterren in het waarneembare heelal.

## Chemie
- de constante van Avogadro bedraagt ruim 602 triljard mol−1.